# Franska akademien

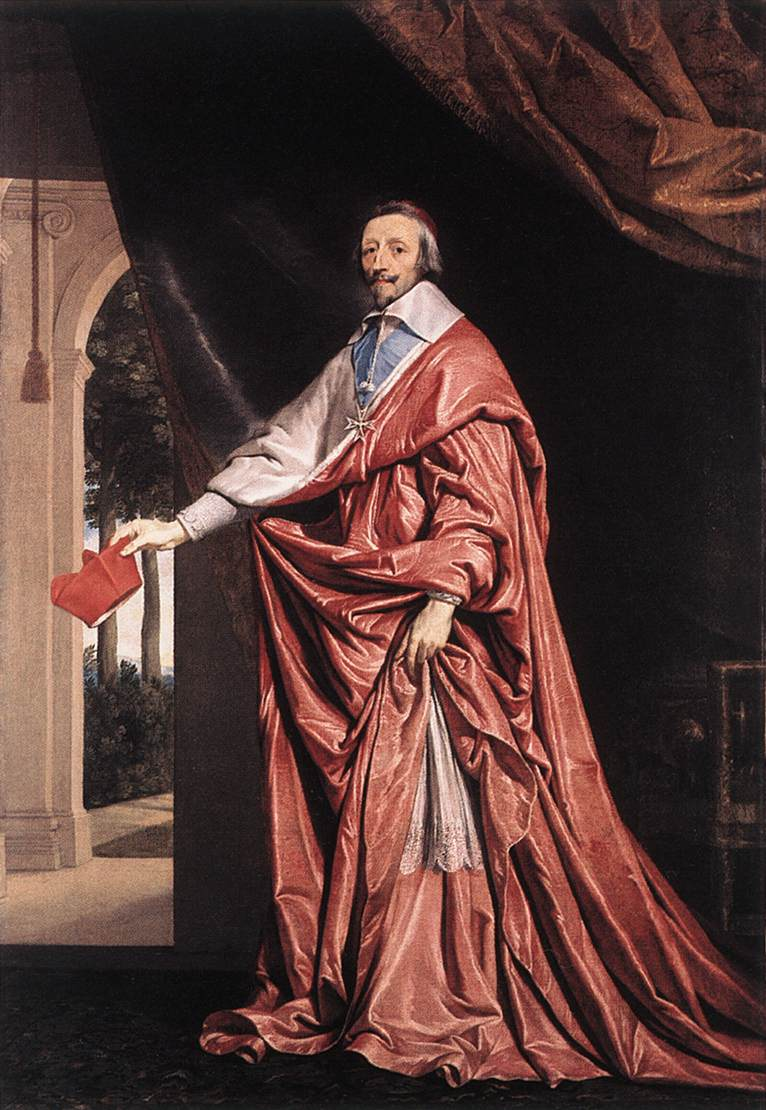
Kardinal Richelieu, Franska akademiens grundare.

Franska akademien (franska: Académie française) är ett lärt samfund i Frankrike, stiftat 1635 av kardinal Richelieu, med uppgift att främja och vårda den franska litteraturen och det franska språket samt att agera som mecenat.
Franska akademien har 40 ledamöter, och leds av en ständig sekreterare. Mellan 1999 och fram till hennes död 2023 hade Hélène Carrère d’Encausse den posten. Ledamöterna inväljs på livstid, och benämnes ”les immortels” (”de odödliga”).
Franska akademien var förebild till Real Academia Española (grundad 1713) och Svenska Akademien (grundad 1786).

## Bakgrund
Kung Ludvig XIV blev akademiens beskyddare 1672 varefter akademien i allt högre grad styrdes av kungen. I samband med franska revolutionen 1793 avskaffades de kungliga akademierna, men ett par år senare grundades det mera republikanskt klingande Institut de France varmed Franska akademien återupptog sin verksamhet. Det inhyses numera i institutets byggnad, och leds av institutets byrå.
Till akademiens viktigaste uppgifter hör att utge Dictionnaire de l'Académie française, en ordbok över franska språket, samt att utdela priser och utmärkelser. De främsta av dessa priser är Grand Prix de la francophonie, som instiftades 1986, grand prix de littérature (för skönlitterära verk), Grand Prix du roman (för romaner), Grand Prix de poésie (för lyrik), Grand Prix de philosophie (för filosofiska avhandlingar), och Grand Prix Gobert (för verk om Frankrikes historia).

## Nuvarande ledamöter
| Stol | Namn                  | Invald |
| ---- | --------------------- | ------ |
| 1    | Claude Dagens         | 2008   |
| 2    | Dany Laferrière       | 2013   |
| 3    | Vakant                |        |
| 4    | Jean-Luc Marion       | 2008   |
| 5    | Andreï Makine         | 2016   |
| 6    | Christian Jambet      | 2024   |
| 7    | Jules Hoffmann        | 2012   |
| 8    | Daniel Rondeau        | 2019   |
| 9    | Patrick Grainville    | 2018   |
| 10   | Florence Delay        | 2000   |
| 11   | Vakant                |        |
| 12   | Chantal Thomas        | 2021   |
| 13   | Maurizio Serra        | 2020   |
| 14   | Vakant                |        |
| 15   | Frédéric Vitoux       | 2001   |
| 16   | Raphaël Gaillard      | 2024   |
| 17   | Érik Orsenna          | 1998   |
| 18   | Vakant                |        |
| 19   | Sylviane Agacinski    | 2023   |
| 20   | Vakant                |        |
| 21   | Alain Finkielkraut    | 2014   |
| 22   | Vakant                |        |
| 23   | Pierre Rosenberg      | 1995   |
| 24   | François Sureau       | 2020   |
| 25   | Dominique Fernandez   | 2007   |
| 26   | Jean-Marie Rouart     | 1997   |
| 27   | Vakant                |        |
| 28   | Jean-Christophe Rufin | 2008   |
| 29   | Amin Maalouf          | 2011   |
| 30   | Danièle Sallenave     | 2011   |
| 31   | Michael Edwards       | 2013   |
| 32   | Pascal Ory            | 2021   |
| 33   | Dominique Bona        | 2013   |
| 34   | François Cheng        | 2002   |
| 35   | Antoine Compagnon     | 2022   |
| 36   | Barbara Cassin        | 2018   |
| 37   | Michel Zink           | 2017   |
| 38   | Marc Lambron          | 2014   |
| 39   | Jean Clair            | 2008   |
| 40   | Xavier Darcos         | 2013   |